# Lambert von Auxerre
Lambert von Auxerre lebte im 13. Jahrhundert und war Logiker. Bekannt ist sein Buch Summa Lamberti, auch einfach Logica genannt, das in den 1250ern zu einem wichtigen Logiklehrbuch wurde. Er war Dominikaner und lebte in Auxerre. Lambert von Auxerre wird von vielen Forschern mit Lambert de Lagny identifiziert.
Der lateinische Text der Summa Lamberti wurde 1971 von Franco Alessio ediert.

## Belege
1. ↑  Norman Kretzmann, Eleonore Stump (Hrsg.): The Cambridge Translations of Medieval Philosophical Texts. Band 1: Logic and the Philosophy of Language, Cambridge University Press, Cambridge 1988, S. 102.

| Personendaten    | Personendaten                                 |
| ---------------- | --------------------------------------------- |
| NAME             | Lambert von Auxerre                           |
| ALTERNATIVNAMEN  | Lambertus Altissiodorensis; Lambert d’Auxerre |
| KURZBESCHREIBUNG | Logiker des Mittelalters                      |
| GEBURTSDATUM     | 13. Jahrhundert                               |
| STERBEDATUM      | 13. Jahrhundert                               |